# Middle Island, Ontario
Middle Island är en ö i Kanada, och landets sydligaste punkt. Den ligger i provinsen Ontario, i den sydöstra delen av landet, 700 km sydväst om huvudstaden Ottawa. Ön blev en del av Point Pelee Nationalpark år 2000.